# معين الماضي
معين الماضي (- 1957) هو مناضل قومي عربي فلسطيني، ولد في قرية إجزم قضاء حيفا. درس الابتدائية في قريته وأكمل في المدرسة الرشيدية في حيفا ثم التحق بالكلية الملكية في الأستانة عام 1908، وانتسب للمنتدى الأدبي.
تخرج عام 1912.

## نشاطه الوظيفي والسياسي
عمل موظفاً ثم عين رئيساً لبلدية عكا حيث أدخل كثيراً من الإصلاحات في عهده. عُيّن في بانياس قائم مقام فساعد الشباب العرب وأنقذ الكثير منهم من المشانق ونقل على إثر ذلك لديوان الولاية في بيروت ليتاح للمسؤولين مراقبته. انتسب إلى جمعية العربية الفتاة وراح يندمج مع العاملين في حقل الحركة العربية في بيروت مما أدى إلى اعتقاله ولكنه أفلت لعدم وجود أي دليل مادي ضده. انتخب أحد مندوبين عن حيفا في المؤتمر السوري العام المنعقد في دمشق عام 1919 الذي أعلن استقلال سورية بحدودها الطبيعية تحت اسم المملكة السورية العربية ونصب الأمير فيصل بن الحسين ملكاً عليها.
أسس مع بعض زملائه جمعية سياسية باسم (جمعية فلسطين العربية) للدفاع عن فلسطين وقضيتها ضد الصهيونية والاحتلال البريطاني. عاد إلى فلسطين ومثل حيفا في عدة مؤتمرات واختير عام 1921 عضواً في الوفد الفلسطيني الذي قصد لندن للدفاع عن عروبة فلسطين ورفض وعد بلفور. اشترك مع رفاقه عام 1932 في تأسيس حزب الاستقلال العربي الذي هدف إلى الكفاح ضد الإنكليز والصهيونية.
أوفد إلى بغداد عام 1936 في سبيل تجهيز حملة عسكرية لدعم الثورة الفلسطينية، كما ذهب في وفدين إلى السعودية. أدى نشاطه إلى ملاحقة الإنكليز له فتنقل بين سورية ولبنان ثم إسطنبول. شارك في عيد الجلاء عام 1946 في سورية وغادرها إلى بيروت ثم عاد إلى فلسطين حيث عمل كضابط إتصال بين الحاج أمين الحسيني والوطنيين في فلسطين.
أختير عام 1947 عضواً في الهيئة العربية العليا وظل يبذل جهده لدعم القضية الفلسطينية وتحقيق الوحدة العربية. في عام 1948، استقر في دمشق بعد نكبة فلسطين وتوفي فيها عام 1957.